# 亀の甲煎餅
亀の甲煎餅（かめのこうせんべい）または亀のこ煎餅は、山口県下関市の銘菓で、亀の甲羅の形に焼いた煎餅である。小麦粉、砂糖、鶏卵に白ごま、芥子の実を加えたものを一定の温度で熟成させ、型に流し込み天火焼き（回転焼き）することによって作る。
下関市の氏神亀山八幡宮にちなむ菓子である。1862年（文久2年）、長崎で菓子作りを覚えた増田多左衛門（通称金次郎）が、江戸に帰る途中に兄のいる長州藩に立ち寄り、固屋の浜（現、西入江町）で焼き始めたのが発祥。「江戸から来た金次郎」の意で「江戸金」を屋号とし現在に至っている。
神戸新聞の大正12年の記事によると、関西財閥として一世を風靡した鈴木商店創業者の鈴木岩治郎が菓子職人の頃、金次郎と一緒に各地で菓子屋奉公をしながら江戸から長崎に向かったが、下関で菓子奉公した際に金次郎がその店の娘に見そめられて入り婿となったという。

## 亀の子煎餅
なお「亀の子煎餅」として広辞苑（第六版）に、また日本国語大辞典（第二版）には「『文化』の頃横浜で浦島太郎の伝説にちなんで作られた」とある｡